# NGC 7689
NGC 7689 is een balkspiraalstelsel in het sterrenbeeld Phoenix. Het ligt 85 miljoen lichtjaar van de Aarde verwijderd en werd op 5 september 1826 ontdekt door de Schotse astronoom James Dunlop.

## Synoniemen
- ESO 192-7
- IRAS 23305-5422
- PGC 71729